# コンゴ・ザイール解放民主勢力連合
コンゴ・ザイール解放民主勢力連合（コンゴ・ザイールかいほうみんしゅせいりょくれんごう、仏：Alliances des Forces Democratiques pour la Liberation du Congo-Zaïre, AFDL, 英：Alliance of Democratic Forces for the Liberation of Congo-Zaire, ADFL）はザイール（現コンゴ民主共和国）の反モブツ勢力。
ルワンダ紛争後、ルワンダ愛国戦線のルワンダ制圧により大量のフツが難民として東部に流れ込んだ。その中には旧ルワンダ軍やインテラハムウェも混じっていた。彼らはルワンダ民主連合 (RDR) として反攻の機会を窺っていた。これに対しルワンダの政権を掌握したポール・カガメはモブツ政権や国際機関の難民支援を反政府勢力への支援だとしてコンゴに侵攻し、コンゴ在住のツチ系であるバニャムレンゲを組織して元毛沢東主義ゲリラでタンザニアなどで金の密輸をしていたローラン・カビラを議長に据え、ウガンダのヨウェリ・ムセベニにも介入を促した。
ローラン・カビラを議長として第一次コンゴ戦争でルワンダ・ウガンダの支援を受け1997年5月にキンシャサを制圧し、モブツを追放。政権掌握後ADFLは新国軍となったが、ルワンダ人支配との批判を受け、カビラがADFLの主力であったバニャムレンゲを政権から排除し始めると、バニャムレンゲ勢力は反カビラに転じコンゴ民主連合 (RDC) 等を結成し第二次コンゴ戦争を引き起こした。1999年解散。